# リプレイ (小説)
『リプレイ』（Replay）は、ケン・グリムウッドにより1987年にアメリカで出版されたSF小説。記憶を持ったまま人生をやり直す男の話。1988年度の世界幻想文学大賞を受賞した。
いわゆる「ループもの」である。

## あらすじ
経済的に成功していないラジオ局ディレクターのジェフ・ウィンストンは、43歳（1988年）で心臓発作による突然死を迎える。しかし、次に目を覚ますと18歳（1963年）の時点に遡っており、新しく人生をやり直すことになる。
ジェフは「未来の記憶」を存分に利用し、やり直しの人生（リプレイ）を謳歌するが、結局は同じ年の同じ時刻に死を迎え、人生のやり直しを強制再開させられる。この繰り返すリプレイの中で自暴自棄と諦観に囚われるが、同じ立場の女性と巡り合い、ジェフは改めて人生に向かい合うようになる。しかし、やがてリプレイ期間が次第に短くなり、主人公らは究極の絶対死（リプレイの終了）が訪れることを知る。

## 登場人物

### オリジナルの人生（リプレイ前）
ジェフ・ウィンストン（主人公）
ニューヨークにあるラジオ局のニュース部門担当ディレクター。1988年10月18日の午前1時06分に心臓発作で突然死する。
リンダ・ウィンストン
ジェフの妻。ジェフと恋愛結婚するが、子宮外妊娠をした後、子供を作れない身体になり、1988年時点ではジェフと疎遠になっている。
ジュディ・ゴードン
ジェフの学生時代の恋人。疎遠になり、その後は音信不通。
マーティン・ベイリー
ジェフの学生時代のルームメイトで親友。多額の慰謝料を伴う離婚の後に自殺。
パメラ・フィリップス
ジェフとは知り合っていない。二児の母。夫とは険悪ではないが、惰性で結婚生活が続いている。1988年10月18日の午前1時15分、ジェフの死亡から9分後に心臓発作で死亡。

### リプレイ・1回目
ジェフ・ウィンストン
巨大コングロマリット「未来社」の創業社長で経営者。
ジュディ・ゴードン
ジェフのリプレイ開始時点の恋人。リプレイ開始後、疎遠になりその後は消息不明。
フランク・マードック
ジェフの大学の上級生。やがて「未来社」創業時のパートナーとなる。
リンダ
ジェフのオリジナル人生の妻。今回のリプレイではジェフは接触に失敗し、そもそも付き合えず。他の男の妻となる。
シャーラ・ベイカー
ジェフの愛人。いわゆるベガス・ガールで、奔放な性格。
ダイアン・ウィンストン
上流階級出身のジェフの妻。上流階級の思考に染まらないジェフとの関係は良好ではない。
グレッチェン・ウィンストン
ジェフとダイアンの娘。ピアノ演奏に天賦の才を持っている。
ネルソン・ベネット
大統領暗殺犯。オリジナルの世界におけるオズワルドの役回り。

### リプレイ・2回目
ジェフ・ウィンストン
中堅の資産運用会社の経営者。堅実で健康的な生活を送る典型的な良きアメリカ人。
ジュディ・ウィンストン
ジェフの学生時代からの恋人で、そのまま結婚。性格は純真かつ温厚。ジェフの理想的な妻として堅実な人生を送る。子供が出来なかったため、ジェフに養子を取ることを提案する。
エイプリル＆ドゥエイン
ジェフとジュディの養子。

### リプレイ・3回目
ジェフ・ウィンストン
賭けで財産を確保した後はドラッグに溺れ、パリを中心に放蕩生活。ある事件を契機に隠遁生活に入る。
シャーラ・ベイカー
ジェフの愛人で同棲相手。
パメラ・フィリップス
スーパーヒットした映画のプロデューサー。ジェフと知り合い、当初は意見の相違があったが、後に恋人となる。
ジュディ
ジェフの学生時代の恋人。ジェフと再会時に息子シーンを紹介する。
シーン
ジュディの息子。パメラの映画に影響を受け、海洋生物学者を志す。

### リプレイ・4回目
ジェフ・ウィンストン
堅実な投資を行なう事業者。
パメラ・ウィンストン（パメラ・フィリップス）
高校を首席で卒業した後、ジェフと結婚。
スチュアート・マカウワン
殺人鬼であり、精神を病んでいる。

### リプレイ・5回目
ジェフ・ウィンストン
裕福な市民。新聞広告で「予言」をし、自らの特殊性を証明した後、自身の謎について学術的解明を要求する。
パメラ（パメラ・フィリップス）
ジェフのパートナー。
ラッセル・ヘッジズ
国務省の役人。ジェフ達を軟禁し、情報の提供を強要。

### リプレイ・6回目
ジェフ・ウィンストン
ルポルタージュのベストセラー作家。ピュリッツァー賞を受賞している。
リンダ・ウィンストン
ジェフの良き妻であり、ジェフを心より愛している。
パメラ・ロビンソン（パメラ・フィリップス）
芸術家。本姓がロビンソン、ペンネームには旧姓のフィリップスを利用。
スティーブ・ロビンソン
パメラの夫。医師。
クリストファー＆キンバリー
パメラとスティーブとの間に生まれた息子と娘。

### リプレイ・7回目
ジェフ・ウィンストン
隠遁生活を送る資産家。グライダーの卓越した操縦技術を持つ。
リンダ・ウィンストン
ジェフの元妻。子宮外妊娠後（リプレイ前）にジェフと不仲になっていた。リプレイ開始直後に離婚。
パメラ・フィリップス
元主婦。夫のロビンソンと離婚。前夫との二人の子供と共に、ジェフと同棲生活中。
クリストファー＆キンバリー
パメラとスティーブとの間に生まれた息子と娘。

### リプレイ・8回目
ジェフ・ウィンストン
妻との離婚後、ひっそり暮らしている投資家。既婚女性と不倫関係にあり、パトロン的立場。
パメラ・ロビンソン
主婦。ジェフと知り合った後、不倫関係。ジェフの援助で美術学校に通う。
パメラ（・フィリップス）
ジェフをよく知る女性。

### リプレイ・9回目以降
ジェフ・ウィンストン
ニューヨークにあるラジオ局のニュース部門担当ディレクター。1988年10月18日の午前1時06分に心臓発作で突然死する。

## 受賞歴
1988年度 世界幻想文学大賞(World Fantasy Award)

### SF作品としての評価
本作品は幾つかの推奨読書リストに入ったことがある。
- 「現代ファンタジー：小説ベスト100(Modern Fantasy: The Hundred Best Novels)」 （1988年）
- "Locus"（1988年）、（読者投票によるSF小説部門ベスト作品）
- オーレル・ギルメットの ("Aurel Guillemette's") 「ベストSF作品 (The Best in Science Fiction), 1993年」
- デビット・プリングルの（David Pringle's)「SF作品への究極ガイド(Ultimate Guide to Science Fiction)」（1995年）
- 「本の雑誌が選ぶ30年間のベスト30」第5位（2005年）